# 生活空間Do!
『生活空間Do!』（せいかつくうかんドゥ）は、テレビ山口がかつて放送していた自社製作番組である。放送時間は月曜 - 木曜 10:20 - 11:15、金曜 10:35 - 11:15。『はなまるマーケット』の後に番組内容の宣伝をしていた。

## 概要
当時人気のあったアナウンサーを迎えて放送。午前中のニュースを、全国ニュース枠内のローカルニュース以外の時間帯で補完するという役割もあった。金曜日には県政番組『県民のひろば』の再放送が入ったため、15分短い枠での放送となった。
2000年3月まで週1で放送された『サタスパ!』のエッセンスを帯番組化されたものだが、番組は2002年に終了し、テレビ山口の自社製作枠は土曜日の『ニュースな関係 よこチャンネル』と『朝からヨイショ!』の枠を統合させた『吉田治美のちぐまや本舗』へと引き継がれた。
3年後の2005年に『ぐちモニ〜やまぐちモーニングTV〜』をスタートさせ、再び平日朝の情報番組を開始させるが、4年で終了している。